# ХА Шульт
ХА Шульт (англ. HA Schult; род. 1939) — немецкий художник-концептуалист, представитель экологического искусства и акционизма.

## Биография
ХА Шульт (настоящее имя Ханс Юрген Шульт) родился 24 июня 1939 в Пархиме, в Германии, взрослел в разрушенном Берлине, учился с 1958 г. по 1961 г. в Дюссельдорфской Академии Искусств у К. О. Гёца, с 1968 он жил и работал в Германии (Мюнхене, Берлине, Кёльне) и Нью-Йорке.
В 1986 году ХА Шульт создал свой «Музей Акционизма» (Museum für Aktionskunst) в Ессене и в 1992 перенёс его из Ессена в Кёльн, где тот и находится по сегодняшний день.

Сам он считает себя поэтом. ХА Шульт стал первым европейским художником, который в своих работах обратил внимание на экологические проблемы современности
явился одним из первых художников, для которых тема экологического неравновесия
стала центральной. Таким образом он внёс существенный вклад в сегодняшнее экологическое сознание.
Дважды, в 1972 и 1977 годах, он принимал участие в documenta.
Его работы выставлялись на всех континентах и их можно найти во многих галереях и частных коллекциях.
С 2007 ежегодно вручается, впервые в мире инициированная им, премия Эко Глобус для представителей автомобильной индустрии за охрану окружающей среды (ÖkoGlobe).

## Самые известные работы

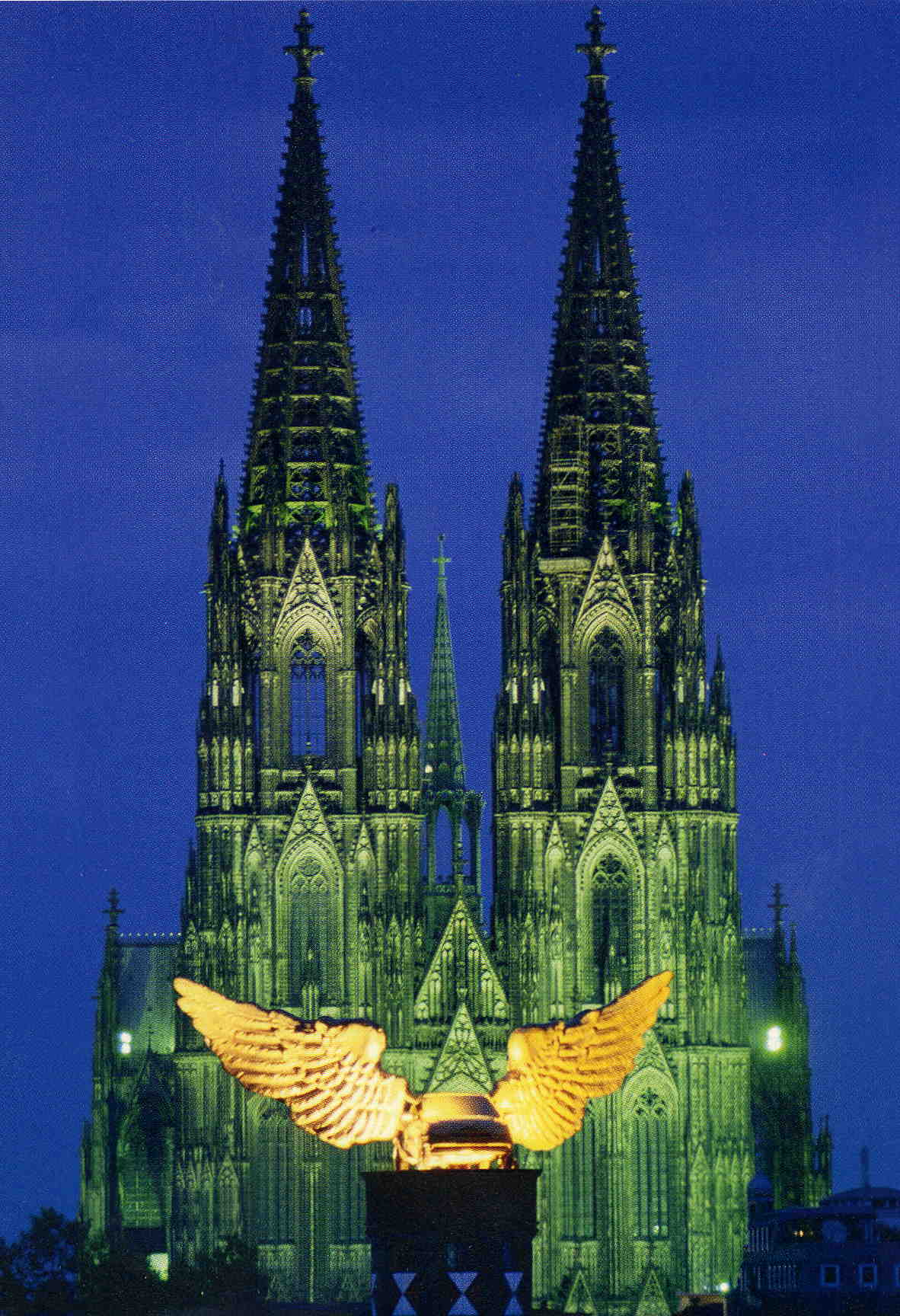
Flügelauto

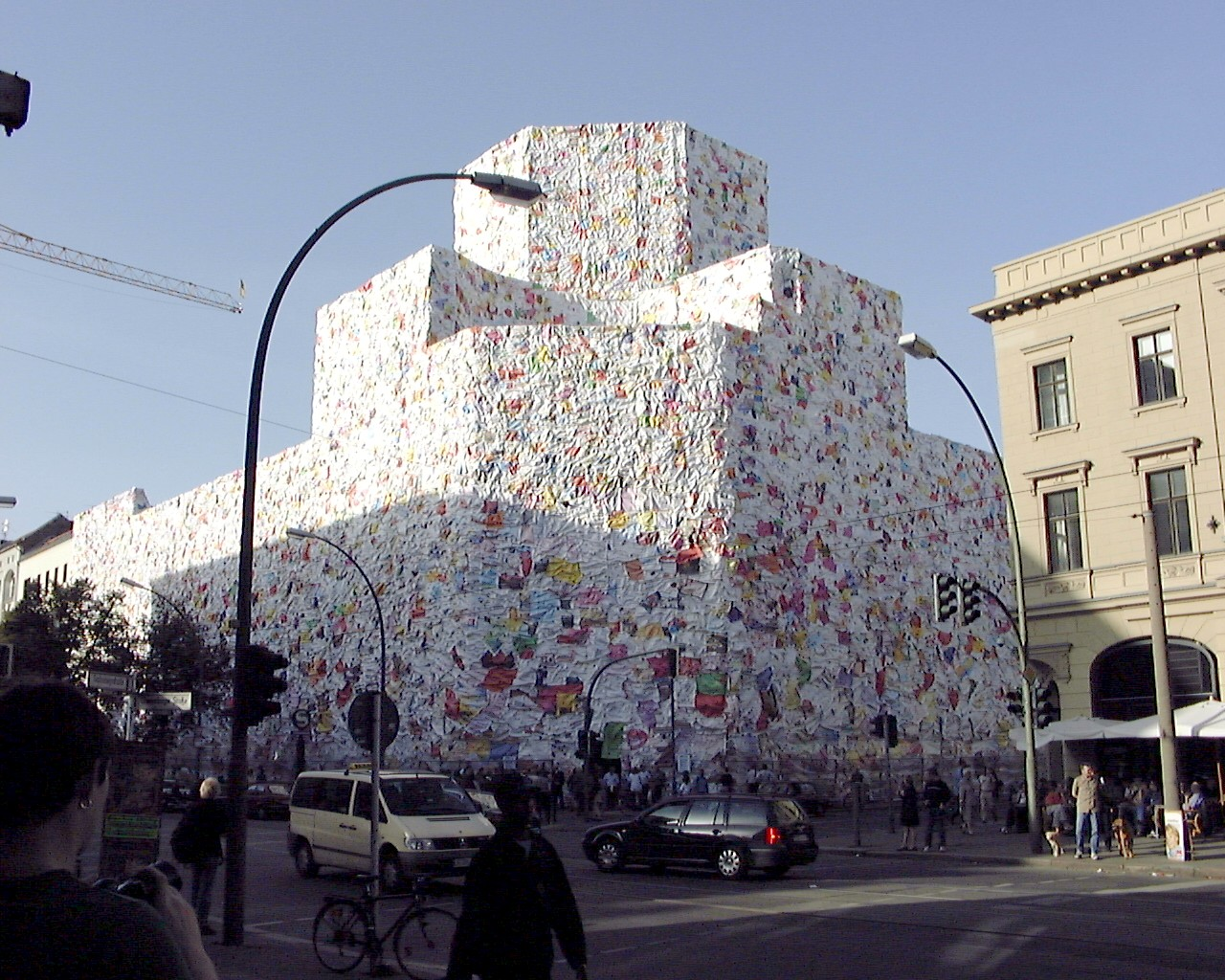
Postfuhramt Loveletters 2001 2

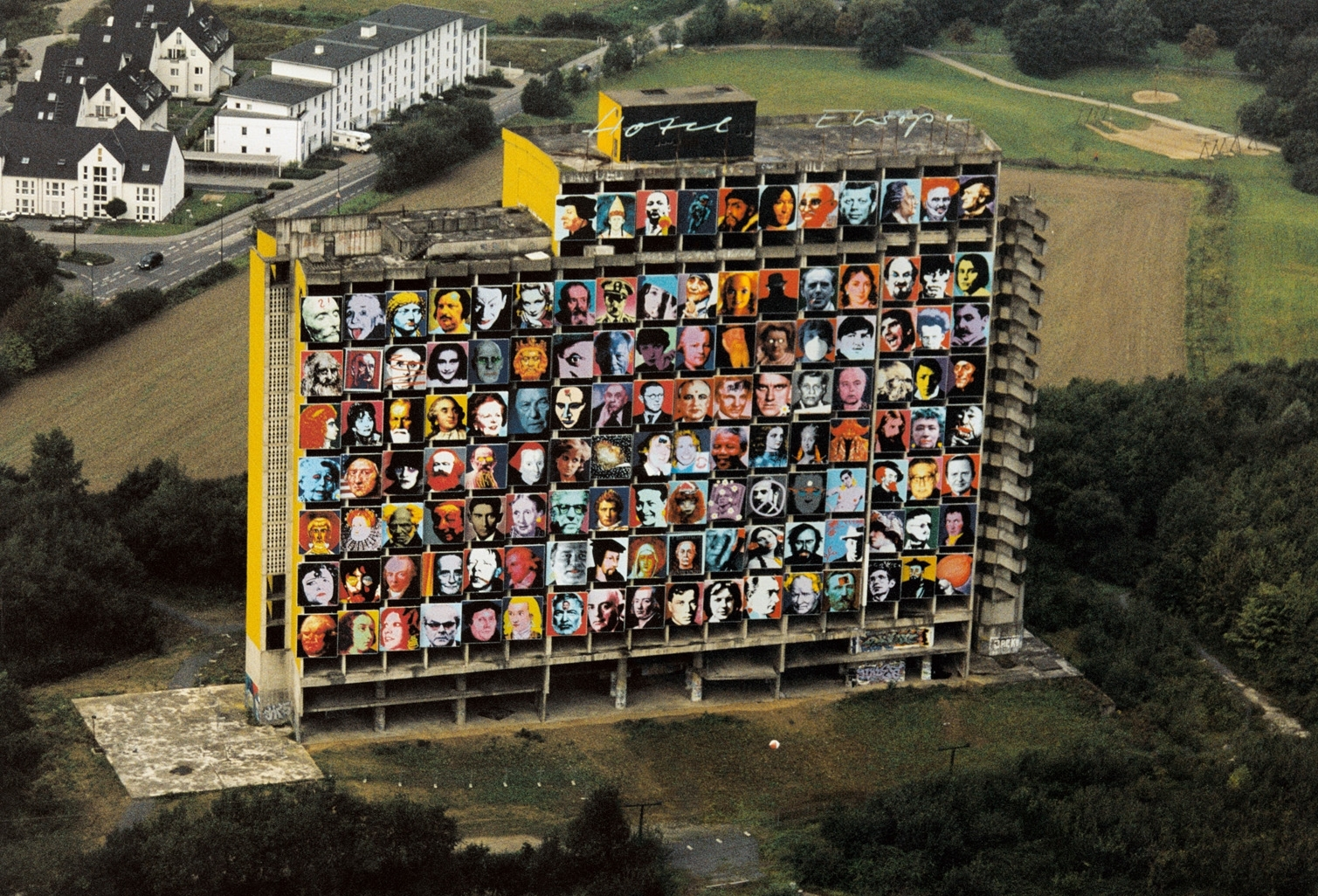
Hotel Europa HA Schult Photo by Thomas Hoepker

Flügelauto («Winged Car»), созданная в 1991 году, как часть арт акции «Fetisch Auto» («Фетиш Авто») в Кельне, стоит теперь на крыше Городского музея Кельна.
Hotel Europe («Отель Европа»):
ХА Шульт превратил пустое многоэтажное здание на автобане, ведущему к Аэропорту Кёльн/Бонн, покрыв его 130-ю огромными 4м x 4,5 м портретами знаменитостей, в крупнейшую скульптуру в мире «Отель Европа», пока её не взорвали 13 мая 2001 года.
Отель Корона Сохрани Побережье («Corona Save the Beach Hotel») в Риме 2010 и в Мадриде 2011.

LoveLetters Building («Дом Любовных Писем»): художник покрыл поверхность здания главного почтового офиса (Postfuhramt) в 2001 в Берлине сотнями тысяч любовных писем, собранных со всего света.
Trash People («Мусорные люди»).
Начиная с 1996 года тысяча скульптур, размером с человеческий рост, сделанных из консервных банок, компьютерных плат и другого мусора, путешествуют по главных туристическим достопримечательностям мира, как критический комментарий на потребительскую природу человека.
Они стояли в Ксантене, Москве, Париже, Пекине, Каире, Церматте, Килкенни, Горлебене, Брюсселе, Кёльне, Граце, Риме, Барселоне,
Вашингтоне, Сиракузе, Фабриано, в Арктике, Тель Авиве, Люксембурге и Мюнхене

Свои проекты он реализует вместе с музой и бывшей женой Эльке Коска (Elke Koska) и в последние годы, с нынешней женой российского происхождения, скрипачкой Анной Злотовской (девичья фамилия Смотрич).

## Связь с Россией

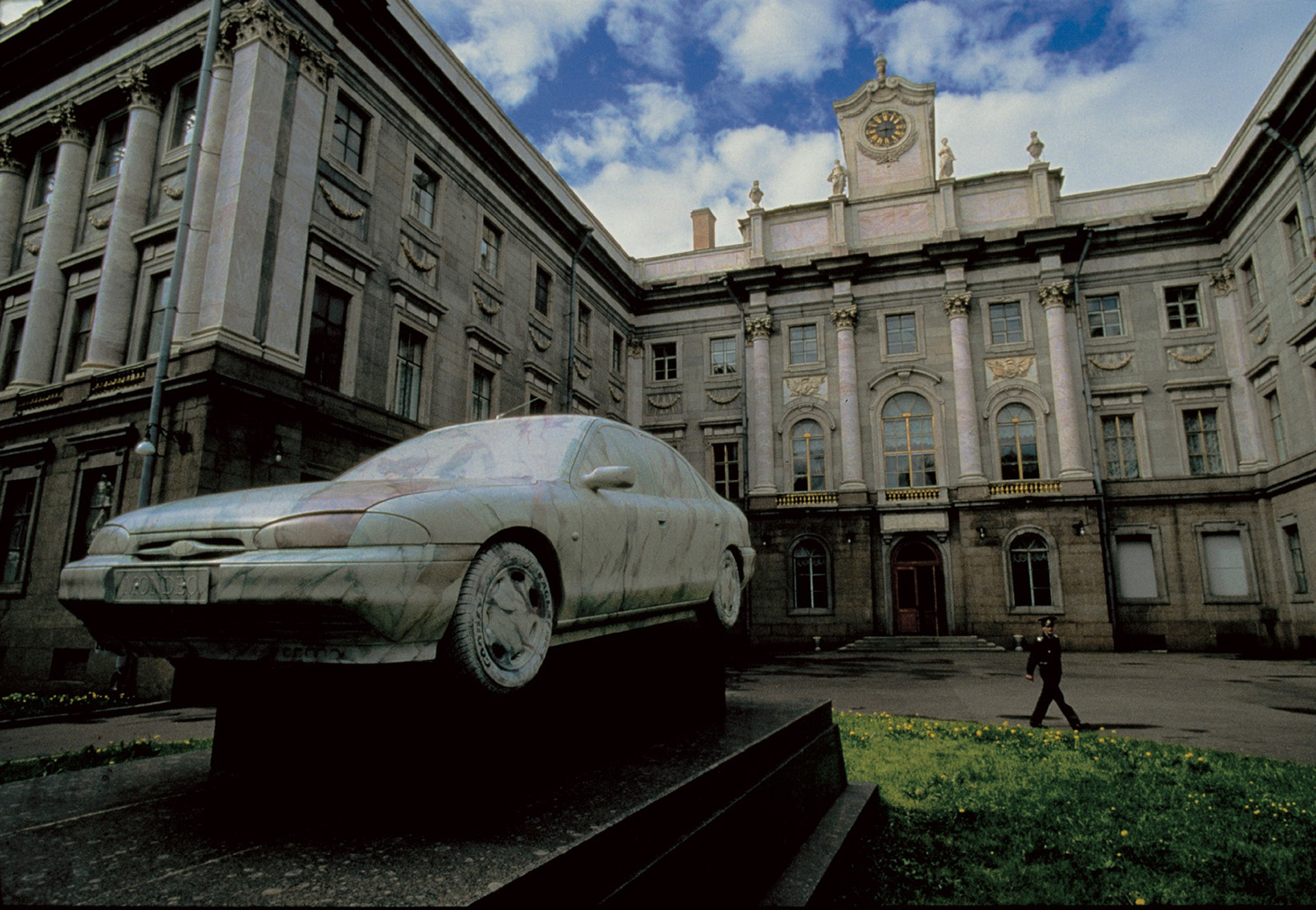
Art work of HA Schult: Marble Car in front of the Marble Palace St.Petersburg, created 1994

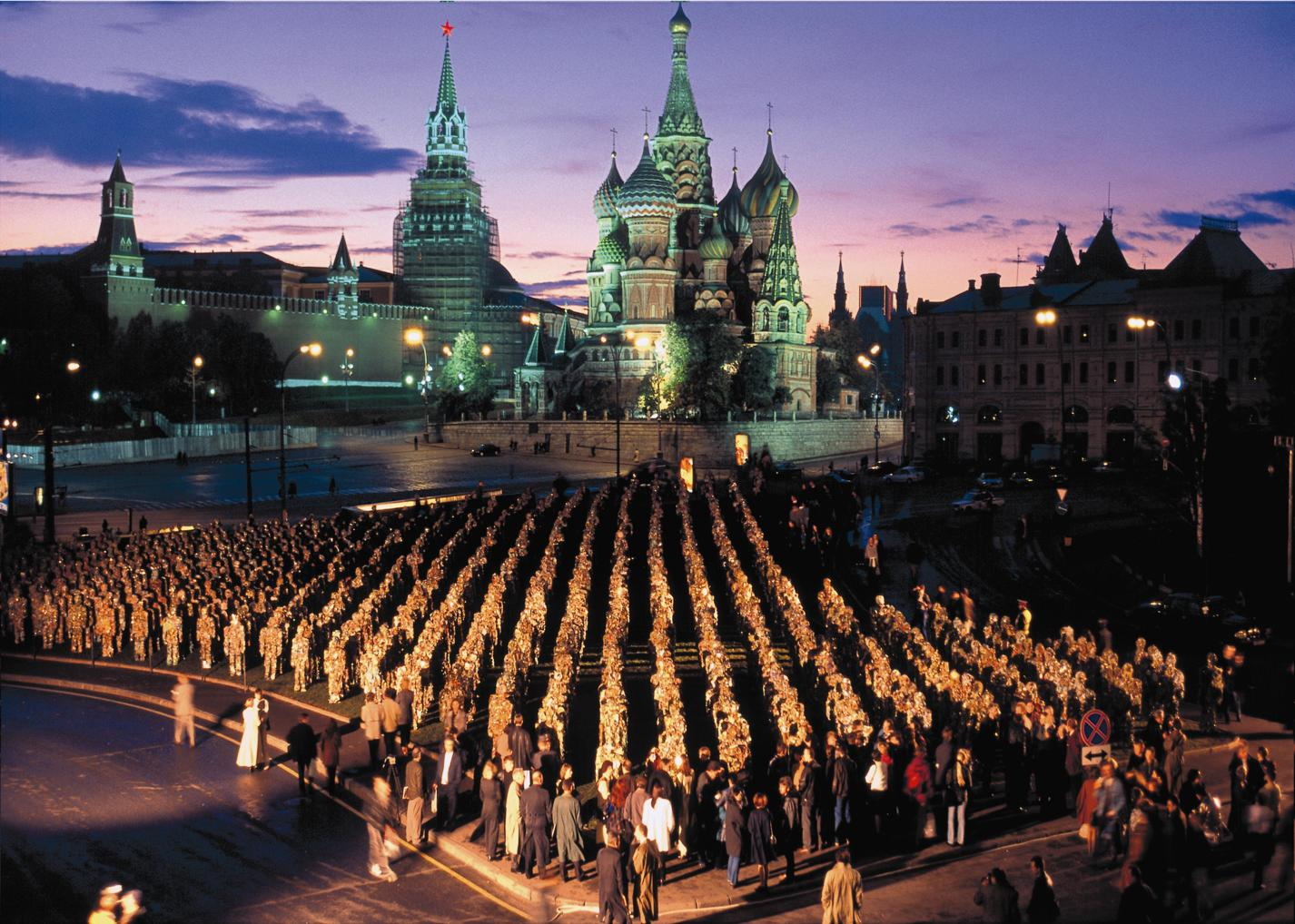
Moscow People

Marble Time («Мраморное Время») Санкт-Петербург 1994. ХА Шульт заменил броневик Ленина на мраморный автомобиль.

Krieg und Frieden («Война и мир») 1994: два настоящих танка разорвали слово «Война».
Мусорные Люди стояли в Москве в 2000.
Action Blue («Голубая Акция») 2015, арт-автопробег от Парижа до Пекина: Париж, Люксембург, Трир, Карлсруэ, Мельзунген, Берлин, Варшава, Вильнюс, Рига, Таллин, Санкт-Петербург, Павловск, Москва, Нижний Новгород, Казань, Чайковский, Уфа, Челябинск, Петропавловск, Астана, Караганда, Балхаш Город, озеро Балхаш, Алма-Ата.
 В 2016 году продолжение акции:
Хух-Хот, Дуньхуань, Юэяцюань/пустыня Гоби и Пекин. На всем протяжении пути ХА Шульт будет брать воду из рек и озёр, и создавать из неё биокинетические картины, и «природа нарисует себя сама».